# La Nouvelle Ève (film)
Pour les articles homonymes, voir La Nouvelle Ève.
Pour plus de détails, voir Fiche technique et Distribution.
La Nouvelle Ève est un film français réalisé par Catherine Corsini et sorti en 1999.

## Synopsis
Camille, jeune femme trentenaire exerçant le métier de maître-nageur, attend le grand amour et durant ce temps se disperse dans des aventures amoureuses légères et expérimentalement variées.
Sa rencontre accidentelle avec Alexis, un homme marié avec deux enfants, responsable local du Parti socialiste, concrétise ses espoirs. Prête à tout accepter pour avoir cet homme, ou à tout le moins vivre une relation adultère avec lui, elle pratique une stratégie d'infiltration dans ses activités privées et son couple, devenant une intime de la famille. Un temps très réticent à répondre à ses avances, Alexis finit par céder à son désir et au caractère débordant de Camille.
Les premiers feux de cette relation cachée passés, le couple adultère fait rapidement face aux limites de l'exercice. Camille finit, littéralement faute de mieux, par se marier avec Ben, un camionneur ami d'Alexis. Les deux couples, le récent et l'officiel, implosent rapidement et Camille, nouvelle Ève désormais enceinte, se retrouve seule avant une dernière rencontre avec Alexis.

## Fiche technique
- Titre : La Nouvelle Ève
- Réalisation : Catherine Corsini assistée d'Alain Baudy
- Scénario : Catherine Corsini et Marc Syrigas en collaboration avec Emmanuel Bourdieu et Denyse Rodriguez Tomé
- Photographie : Agnès Godard
- Montage : Sabine Mamou
- Son : Laurent Poirier, Waldir Xavier, Pierre Tucat et Dominique Gaborieau
- Décors : Solange Zeitoun
- Costumes : Anne Schotte et Leila Adjir
- Producteur : Paulo Branco
- Société de production : Gémini Films - Coproduction : Arte France Cinéma / Madragoa Filmes
- Société de distribution : Gémini Films (France)
- Pays de production : France
- Format : couleur - 1,66:1 - dolby - 35mm
- Genre : comédie dramatique
- Durée : 94 minutes
- Dates de sortie :
  - 27 janvier 1999 (France)
  - 31 mars 1999 (Belgique)
  - 20 août 1999 (Suisse)

## Distribution
- Karin Viard : Camille
- Pierre-Loup Rajot : Alexis
- Catherine Frot : Isabelle, la femme d'Alexis
- Laurent Lucas : Émile
- Sergi López : Ben
- Mireille Roussel : Louise
- Nozha Khouadra : Solveig
- Valentine Vidal : Sophie
- François Caron : le psy
- Frédéric Gélard : Octave
- Jean-François Gallotte : le père de Sophie
- Gisèle Joly : la mère de Sophie
- Nora Armani : Laurence
- Alain Baudy : le garçon frisé
- Emmanuel Quatra : l'autre garçon frisé
- Aurélia Petit : la fille blonde en boite
- Pierre Baux : Denis

## Autour du film
Parmi les lieux de tournage à Paris se trouve le secteur de la rue Piat, et le belvédère, dans le quartier de Belleville pour la scène finale du film ainsi que la place du Colonel-Bourgoin.
La chanson d'introduction et du générique de fin est My Favourite Game (en) du groupe suédois The Cardigans.

## Réception critique et publique
Globalement le film obtient de bons résultats dans les agrégateurs de critiques cinématographiques anglophones, avec 75 % de jugement favorables, avec un score moyen de 6.8⁄10 sur la base de 8 critiques collectées, sur le site Rotten Tomatoes. Sur le site Metacritic, il obtient un score de 66⁄100, sur la base de douze critiques collectées.

## Distinctions
| Année | Cérémonie ou récompense | Catégorie         |
| ----- | ----------------------- | ----------------- |
| 2000  | B-Movie Film Festival   | Meilleure actrice |